# Sol Plaatjie
Sol Plaatjie – gmina w Republice Południowej Afryki, w Prowincji Przylądkowej Północnej, w dystrykcie Frances Baard. Siedzibą administracyjną gminy jest Kimberley.